# José Félix Ribas (Aragua)
José Félix Ribas è un comune del Venezuela situato nello Stato dell'Aragua.
Il capoluogo del comune è la città di La Victoria.